# Hauptzeit
Mit Hauptzeit oder Geschäftszeit (engl. peak) bezeichnet man in der Telekommunikation die üblicherweise zur Hauptgeschäftszeit an Werktagen gültigen Zeitfenster, in denen vergleichsweise hohe Verbindungspreise gelten.
Demgegenüber nennt man die übrige Zeit, in der vergünstigte Verbindungspreise gelten, Nebenzeit oder Freizeit (engl. off-peak).
In Zeiten analoger Telefontechnik sowie knapper Fernleitungs- und Vermittlungskapazitäten des klassischen Telefonnetzes waren die Tarife zur Hauptzeit wesentlich teurer; die Kapazitäten der Telefonnetze sollten dadurch tagsüber für geschäftliche Verbindungen freigehalten werden, während die private Kommunikation damit auf die Abendstunden und auf das Wochenende konzentriert wurde, wenn das Telefonnetz nur wenig durch geschäftliche Nutzung ausgelastet wurde.
Zu Beginn des 21. Jahrhunderts begann sich angesichts neuer großzügiger dimensionierter Netzstrukturen der Telekommunikationsnetze und durch den Umstieg auf Next Generation Network-Technik, die eine Always-on-Nutzung vorsieht, die Preisdifferenzierung abzuschwächen bzw. gänzlich zu verschwinden.

## Willkürliche Haupt- und Nebenzeiten im Internet-by-Call
Im anmeldefreien Internet-by-Call nutzt eine Vielzahl von Dial-Up-Internetzugangsanbietern eine stark ausgeprägte Ausdifferenzierung der Verbindungspreise mit Zeitfenstern, wobei die Zeitfenster sich nicht mehr an der ursprünglichen Aufteilung in Geschäftszeit und Nebenzeit orientieren und nicht mit dem Ziel einer gleichmäßigen Kapazitätsauslastung der Netzkapazitäten differenziert werden; vielmehr sollen mit günstigen Signalpreisen in bestimmten Zeitfenstern unterhalb der Eigenkosten die Teilnehmer zur dauerhaften Verwendung eines Tarifs auch in den Zeitfenstern mit hohen Preisen bewegt werden, weshalb die Preise und Zeitfenster regelmäßig einer starken Fluktuation unterliegen – siehe auch Telekommunikationsunternehmen in der Kritik.